# McLaren MP4/2
McLaren MP4/2 – bolid Formuły 1 zespołu McLaren używany w sezonach 1984–1986. Zaprojektowany przez Johna Barnarda, który się wzorował na modelu Lotus 97T zespołu Lotusa. Ten model Mclarena był ściśle oparty na modelu MP4/1E, który został użyty jako samochód testowy, wykorzystany w końcowych wyścigach sezonu 1983.

## Silnik
Silnik P01 V6T został zaprezentowany na Międzynarodowym salonie samochodowym w Genewie 1983. Na ostatnie cztery rundy sezonu 1983 TAG i Porsche przygotowały dla testowej wersji MP4/1E silnik z turbodoładowaniem za namową Rona Dennisa by sprawdzić nowy silnik z turbodoładowaniem na sezon 1984. Wyniki testów był niezadowalające przez awariami elektroniki, TAG i Porsche poprawili silnik podczas przerwy między sezonami 1983–1984.
Silnik charakteryzował się pojemnością 1499 cm3, 80-stopniowym rozchyleniem cylindrów i średnica cylindra 82 mm oraz skok tłoka 47,3 mm oraz wagą 150 kg które dawały moc 700 KM pomiędzy 10 a 11,5 tysiącami obrotów.

## Wyniki
| Legenda oznaczeń w tabelach wyników Wyświetl szablon na nowej stronie | Legenda oznaczeń w tabelach wyników Wyświetl szablon na nowej stronie                                                                     |
| Oznaczenie                                                            | Wyjaśnienie |
| --------------------------------------------------------------------- | --- |
| Złoty                                                                 | Zwycięzca lub mistrzostwo |
| Srebrny                                                               | 2. miejsce lub wicemistrzostwo |
| Brązowy                                                               | 3. miejsce lub II wicemistrzostwo |
| Zielony                                                               | Ukończył, punktował (w klasyfikacji generalnej, gdy zdobył co najmniej jeden punkt na przestrzeni sezonu, poza trzema powyższymi opcjami) |
| Niebieski                                                             | Ukończył, nie punktował (w klasyfikacji generalnej, gdy nie zdobył co najmniej jednego punktu na przestrzeni sezonu)                      |
| Czerwony                                                              | Nie zakwalifikował się (NZ) |
| Czerwony                                                              | Nie prekwalifikował się (NPK) |
| Różowy                                                                | Nie ukończył (NU) |
| Różowy                                                                | Niesklasyfikowany (NS) (w klasyfikacji generalnej, gdy nie został sklasyfikowany w żadnym wyścigu sezonu)                                 |
| Czarny                                                                | Zdyskwalifikowany (DK) |
| Czarny                                                                | Wykluczony (WYK/EX) |
| Biały                                                                 | Nie wystartował (NW) |
| Biały                                                                 | Kontuzjowany (K/INJ) |
| Biały                                                                 | Wyścig odwołany (OD/C) |
| Bez koloru                                                            | Został wycofany (WYC/WD) |
| Bez koloru                                                            | Nie przybył (NP/DNA) |
| Bez koloru                                                            | Nie brał udziału w treningach (NT/DNP) |
| Bez koloru                                                            | Nie został zgłoszony (–) |
| Pogrubienie                                                           | Start z pole position |
| Kursywa                                                               | Najszybsze okrążenie wyścigu |
| †                                                                     | Nie ukończył, ale jego rezultat został zaliczony ze względu na przejechanie więcej niż 90% dystansu wyścigu.                              |
| *                                                                     | Sezon w trakcie |
| 1/2/3                                                                 | Punktowana pozycja w sprincie kwalifikacyjnym                                                                                             |
| Lista systemów punktacji Formuły 1                                    | |

| Sezon | Zespół                         | Silnik      | Nr | Kierowcy       | Wyniki w poszczególnych eliminacjach | Wyniki w poszczególnych eliminacjach | Wyniki w poszczególnych eliminacjach | Wyniki w poszczególnych eliminacjach | Wyniki w poszczególnych eliminacjach | Wyniki w poszczególnych eliminacjach | Wyniki w poszczególnych eliminacjach | Wyniki w poszczególnych eliminacjach | Wyniki w poszczególnych eliminacjach | Wyniki w poszczególnych eliminacjach | Wyniki w poszczególnych eliminacjach | Wyniki w poszczególnych eliminacjach | Wyniki w poszczególnych eliminacjach | Wyniki w poszczególnych eliminacjach | Wyniki w poszczególnych eliminacjach | Wyniki w poszczególnych eliminacjach | Wyniki kierowców | Wyniki kierowców | Wyniki konstruktora | Wyniki konstruktora |
| Sezon | Zespół                         | Silnik      | Nr | Kierowcy       | BRA                                  | RPA                                  | BEL                                  | SMR                                  | FRA                                  | MCO                                  | CAN                                  | USE                                  | USA                                  | GBR                                  | DEU                                  | AUS                                  | NLD                                  | ITA                                  | EUR                                  | POR                                  | Punkty           | Pozycja          | Punkty              | Pozycja             |
| ----- | ------------------------------ | ----------- | -- | -------------- | ------------------------------------ | ------------------------------------ | ------------------------------------ | ------------------------------------ | ------------------------------------ | ------------------------------------ | ------------------------------------ | ------------------------------------ | ------------------------------------ | ------------------------------------ | ------------------------------------ | ------------------------------------ | ------------------------------------ | ------------------------------------ | ------------------------------------ | ------------------------------------ | ---------------- | ---------------- | ------------------- | ------------------- |
| 1984  | Marlboro McLaren International | TAG Porsche | 8  | Niki Lauda(MŚ) | NS                                   | 1                                    | NS                                   | NS                                   | 1                                    | NS                                   | 2                                    | NS                                   | NS                                   | 1                                    | 2                                    | 1                                    | 2                                    | 1                                    | 4                                    | 2                                    | 72               | 1                | 143.5               | 1                   |
| 1984  | Marlboro McLaren International | TAG Porsche | 7  | Alain Prost    | 1                                    | 2                                    | NS                                   | 1                                    | 7                                    | 1                                    | 3                                    | 4                                    | NS                                   | NS                                   | 1                                    | NS                                   | 1                                    | NS                                   | 1                                    | 1                                    | 71,5             | 2                | 143.5               | 1                   |
| Sezon | Zespół                         | Silnik      | Nr | Kierowcy       | BRA                                  | POR                                  | SMR                                  | MCO                                  | CAN                                  | USE                                  | FRA                                  | GBR                                  | DEU                                  | AUT                                  | NLD                                  | ITA                                  | BEL                                  | EUR                                  | RPA                                  | AUS                                  | Punkty           | Pozycja          | Punkty              | Pozycja             |
| 1985  | Marlboro McLaren International | TAG Porsche | 1  | Niki Lauda     | NS                                   | NS                                   | 4                                    | NS                                   | NS                                   | NS                                   | NS                                   | NS                                   | 5                                    | NS                                   | 1                                    | NS                                   |                                      |                                      | NS                                   | NS                                   | 14               | 10               | 90                  | 1                   |
| 1985  | Marlboro McLaren International | TAG Porsche | 1  | John Watson    |                                      |                                      |                                      |                                      |                                      |                                      |                                      |                                      |                                      |                                      |                                      |                                      |                                      | 7                                    |                                      |                                      | 0                | NS               | 90                  | 1                   |
| 1985  | Marlboro McLaren International | TAG Porsche | 2  | Alain Prost    | 1                                    | NS                                   | DK                                   | 1                                    | 3                                    | NS                                   | 3                                    | 1                                    | 2                                    | 1                                    | 2                                    | 1                                    | 3                                    | 4                                    | 3                                    | NS                                   | 73               | 1                | 90                  | 1                   |
| Sezon | Zespół                         | Silnik      | Nr | Kierowcy       | BRA                                  | ESP                                  | SMR                                  | MCO                                  | BEL                                  | CAN                                  | USE                                  | FRA                                  | GBR                                  | DEU                                  | HUN                                  | AUT                                  | ITA                                  | POR                                  | MEX                                  | AUS                                  | Punkty           | Pozycja          | Punkty              | Pozycja             |
| 1986  | Marlboro McLaren International | TAG Porsche | 1  | Alain Prost    | NS                                   | 3                                    | 1                                    | 1                                    | 6                                    | 2                                    | 3                                    | 2                                    | 3                                    | 6                                    | NS                                   | 1                                    | DK                                   | 2                                    | 2                                    | 1                                    | 72               | 1                | 96                  | 2                   |
| 1986  | Marlboro McLaren International | TAG Porsche | 2  | Keke Rosberg   | NS                                   | 4                                    | 5                                    | 2                                    | NS                                   | 4                                    | NS                                   | 4                                    | NS                                   | 5                                    | NS                                   | 9                                    | 4                                    | NS                                   | NS                                   | NS                                   | 22               | 6                | 96                  | 2                   |